# Coroner
A Coroner egy svájci thrash metal zenekar, mely 1983-ban alakult Zürichben. Az 1980-as évek második felében, valamint az 1990-es évek elején több nagylemezt is kiadtak, de ezek csak Európában arattak kisebb sikereket. Zenéjükben a thrash metal agresszióját progresszív rockkal és jazz-zel keverik. Korai lemezeiken nagy hangsúlyt fektettek a komplexitásra és a technikás hangszerkezelésre, későbbi lemezeiken azonban egyre nagyobb szerepet kaptak az indusztriális metal stílusjegyei is. Összetett zenéjük révén egyes zenekritikusok gyakran emlegetik a „thrash metal Rushjaként” is a Coronert.
Az együttes 1996-ban feloszlott, a gitáros Tommy Vetterli pedig a Kreator tagja lett. 2010-ben bejelentették újjáalakulásukat, terveik között fesztiválfellépések szerepelnek, de elmondásuk szerint egy új album megjelenése sem kizárt.

## Pályafutás

### Az aktív évek (1983-1996)
A zenekar gyökerei 1983-ig nyúlnak vissza, habár az ekkori Coroner még korántsem játszott olyan agresszív zenét, mint a későbbi. Az 1980-as évek közepén a Coroner egyes tagjai a Celtic Frost technikusaiként dolgoztak. Együttműködésük egy amerikai turné erejéig tartott, mielőtt megjelent volna a Coroner bemutatkozásának számító Death Cult demó. Az anyagot a Celtic Frost énekese Tom Gabriel Fischer énekelte fel. 1987-ben Berlinbe utazott az együttes, hogy rögzítse debütáló nagylemezét. A Music Lab stúdióban rögzített R.I.P. 1987-ben jelent meg. Zeneileg egy komplex dalokkal teli thrash metal album született, melyen háttérbe szorultak az együttest korábban jellemző Celtic Frost és Bathory hatások. A debütáló, és a későbbi lemezeket is a Marky Edelmann (dob), Tommy Vetterli (gitár) és Ron Broder (basszusgitár/ének) felállású zenekar rögzítette. Vetterli gyakran a Tommy T. Baron, Edelman a Marquis Marky, míg Broder a Ron Royce nevet használja.
1988-ban jelent meg a második nagylemez, mely a Punishment for Decadence címet kapta. Elődjéhez képest egy progresszívabb album született, melyen nagy szerepet kaptak Vetterli neoklasszikus és technikás gitárszólói is. A pozitív kritikákban részesült korongra felkerült egy Jimi Hendrix feldolgozás is. A harmadik album No More Color címmel látott napvilágot 1989-ben. A Pete Hinton producerkedésével rögzített albumon tovább tágították zenei határaikat, Vetterli játéka mellett nagy szerepet kaptak a háromújjas technikával játszó Royce témái is. A thrash metalt progresszív rockkal és avantgárd zenei elemmekkel keverő album ismét pozitív kritikákban részesült, ennek ellenére csak Európában vált ismertté a Coroner név. A megjelenést egy Európa turné követte a Watchtower társaságában. A következő album Mental Vortex címmel 1991. augusztus 12-én jelent meg. Az egy Beatles feldolgozást is tartalmazó album folytatta a No More Color irányvonalát, további elismeréseket hozva a zenekarnak.
Az elődjeihez képest hosszabb dalokat rejtő anyag produceri munkálatait maga a zenekar látta el, csakúgy mint az 1993-ban megjelenő, máig az együttes hattyúdalának tekinthető Grin albumét is. A korábbi anyagokra jellemző progresszivitás és kísérletező kedv erre az albumra is megmaradt, azonban a technikás játékot egy indusztriális, nyomasztó hangulat váltotta fel. Ugyan az anyag tartotta elődjei magas színvonalát, valamint a kritikusok is elismerően nyilatkoztak a zenekarról, ennek ellenére a Coroner 1996-ban bejelentette feloszlását. A feloszlásról szóló hír bejelentését egy Coroner című válogatásalbum kiadása előzte meg, melyre a zenekar legismertebb dalai mellett kiadatlan dalok is felkerültek.

### Újjáalakulás, zenei stílus (2010-napjainkig)
A Coroner feloszlását követően Vetterli a Kreator, míg Edelmann az Apollyon Sun tagja lett. Vetterli emellett producerként is dolgozott, többek között az Eluveitie folk-metal együttes számára is. 2005-ben szóba került egy Coroner újjáalakítás, azonban a tagoknak nem maradt elég ideje a megfelelő felkészülésre. 2010 júniusában azonban ismét összejött a Ron Broder, Marky Edelmann, Tommy Vetterli felállású zenekar, és bejelentették, hogy olyan fesztiválokon fognak fellépni, mint a Maryland Deathfest, a Hellfest Summer Open Air, vagy a Bloodstock Open Air. Vetterli ekkoriban azt nyilatkozta egy, a jövőben megjelenő új Coroner album kapcsán, hogy a zenekarnak nincsenek konkrét elképzelései a jövőt illetően, de nem tartja kizártnak egy új album elkészítésének a lehetőségét.
A Coroner zenéjét legtöbbször thrash metalként definiálják, azonban számtalan zenei stílus is fellelhető dalaikban. Az első albumon nagy szerepet kapott a gyorsaság, míg a második Punishment for Decadence albumon már a progresszív dalszerkezetek kerültek előtérbe, nagy hangsúlyt fektetve Vetterli neoklasszikus és technikás gitárjátékára. A harmadik No More Color című album már jelezte, hogy a zenekar a későbbiekben minél inkább szeretne eltávolodni a thrash metaltól, így ez az album átmenetnek is tekinthető a korai, gyorsabb és technikásabb, míg a későbbi kísérletezősebb és progresszívebb Coroner között. Az 1991-ben megjelent, sokak szerint a zenekar csúcsteljesítményének számító Mental Vortex album, egy kísérletezősebb anyag lett, melynek dalaiban a pszichedelikus rock és a jazz is felbukkant.
Utolsó albumuk az 1993-as Grin hosszabb dalokat tartalmazott, melyek nyomasztó, sötét hangulatuk révén nagymértékben befolyásolták a későbbi indusztriális metal zenekarokat is. Egyes kritikusok szerint a Grin jócskán megelőzte korát, de ekkorra már az együttes tagjai nem értettek egyet a zenei irányvonalat illetően, így az együttes 1996-ban bejelentette feloszlását.

## Diszkográfia

### Nagylemezek
- R.I.P. (1987)
- Punishment for Decadence (1988)
- No More Color (1989)
- Mental Vortex (1991)
- Grin (1993)

### Válogatáslemezek
- Coroner (1995)
- The Unknown Unreleased Tracks 1985-95 (1996)

### Kislemezek
- Die By My Hand (1989)
- Purple Haze (1989)
- I Want You (She's So Heavy) (1991)

### Demók
- Death Cult (1986)
- R.I.P. demo (1987)
- Punishment for Decadence (1988)

### Egyéb
- Doomsday News - The New Generation of Heavy Metal (1988)
- Doomsday News III - Thrashing East Live (1990, split album)

## Videográfia
- No More Color Tour '90 - Live in East Berlin (1990, VHS/Lézerdiszk)
- Masked Jackal. YouTube
- Last Entertainment. YouTube
- I Want You (She's So Heavy). YouTube

## Tagok

### Jelenlegi Tagok
- Ron Broder (Ron Royce) – ének, basszusgitár (1985–1996, 2010–napjainkig)
- Tommy Vetterli (Tommy T. Baron) – gitár (ex-Kreator, Clockwork) (1985–1996, 2010–napjainkig)
- Marky Edelmann (Marquis Marky) – dob (Apollyon Sun) (1983–1996, 2010–napjainkig)

### Korábbi Tagok
- Pete Attinger – ének (1983–1984)
- Oliver Amberg – gitár (ex-Celtic Frost) (1983–1985)
- Tommy Ritter – gitár (1983–1984)
- Phil Puzctai – basszusgitár (1983–1984)

### Vendégek
- Tom Gabriel Fischer - A Death Cult demón énekel (ex-Celtic Frost, Triptykon, Apollyon Sun)